# 골든 이글 톈디 타워 A
골든 이글 톈디 타워 A은 중화인민공화국 난징에 위치하고 있다.

## 같이 보기
- 마천루 목록
- 아시아의 마천루 목록
- 중화인민공화국의 마천루 목록